# Робоче селище (Сімферополь)
Робоче селище (крим. Işçi qasaba), Робітниче селище, пізніше Військове містечко — мікрорайон у місті Сімферополь, в Центральному районі міста.

## Опис
Розташований між Севастопольською вулицею, вулицями Лихого, Громадянська та Дмитра Ульянова.
Головні вулиці: Севастопольська, Батурина, Трубаченка, Кримських партизан, Поповкина, Войкова, Тамбовська, Паркова.
В районі знаходиться Парк імені Тараса Шевченка, школи № 2 та № 17, гімназія № 9, дитячі садочки № 77, № 84, № 90 та № 95.
Забудова сформована 9 поверховими багатоквартирними панельними будинками, 5-ти поверховими блочними будинками типу «хрущовки», 2-3-поверховими будинками сталінського періоду будівництва та малоповерховими приватними будинками 50-60-х років будівництва.
Існують сучасні житлові комплекси, збудовані компаніями «Владоград» та «Моноліт» та масив виробничо-складської нерухомості в районі вул. Трубаченка.

## Історія
Район з'явився у 1920-ті роки на околиці міста за Севастопольською заставою, хоча є будинки, що датуються й 1910-ми роками.
Основна частина селища збудована з 1925 по 1928 рік за проєктом Бориса Білозерського, головного архітектора Сімферополя з 1922 по 1939 рік.
Будинки призначалися для робітників (скоріше начальства) заводу ім. 1 Травня, що розташовувався на Севастопольській, 62. Це було перше соціальне житлове будівництво у Сімферополі.
У селищі було 14 будинків, кожен з них у два поверхи, по чотири квартири на весь будинок, стелі в три метри, величезна прибудинкова територія — справжні палаци для нових господарів життя, робітників з заводу, що розташовувався неподалік.
У селищі була школа (нині гімназія № 9), дитячий садок, гуртожиток, 2-х поверхові котеджі чудової архітектури та бібліотека. Будівництво велося шляхом народного будівництва без будь-якої техніки.
Типові будинки на вул. Батурина були побудовані у 50-ті роки німецькими військовополоненими. Далі район розширювався на південь.
Між вулицями Кримських партизан (Іподромна) та Дмитра Ульянова (Херсонська) існував іподром. Після Другої світової тут відбувалися перегони на мотоциклах. Згодом місту знадобилися нові площі для будівництва нових будинків і місце забудували п'ятиповерхівками. Тут з'явилася школа № 17 і два дитячі садки. Крім того, сімферопольці стали часто відвідувати збудований тут салон «Ювілейний» — двоповерховий будинок для весіль та ювілеїв.
Після Другої світової війни будинки заселили військовими, і в 1960-х роках Робоче селище Білозерського стало іменуватися в народі Військовим містечком.
На вулиці Войкова жив композитор Алемдар Караманов.
У 50-70-х роках на район була лише одна школа, де навчалися діти військових, здебільшого високопоставлених.
До 2010-их років поруч зі школоюю № 2 розташовувалася телещогла. Після щоглу прибрали, і територія стала забудовуватися приватними будинками.

## Галерея

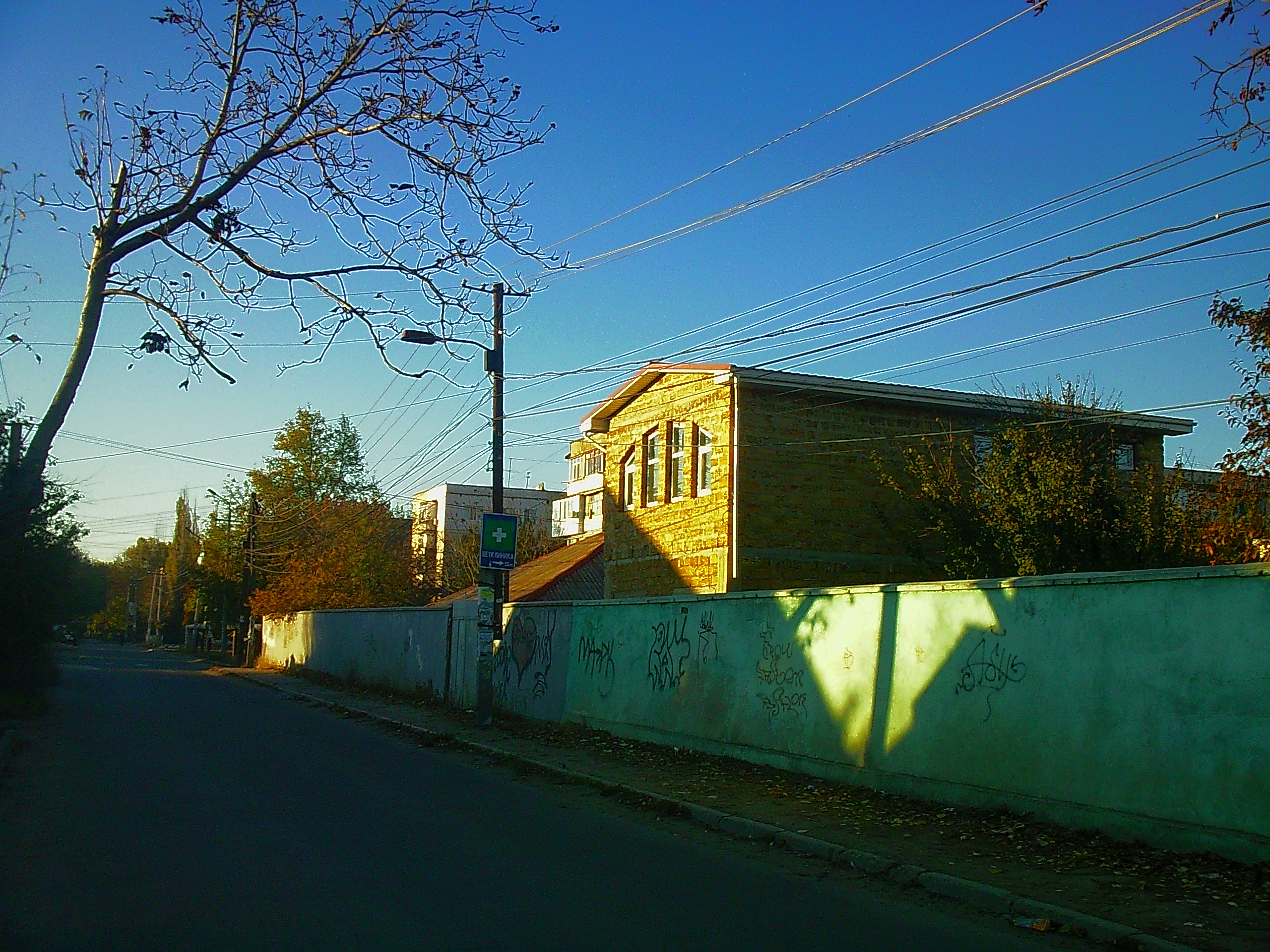
Вулиця Трубаченко, 2011 рік
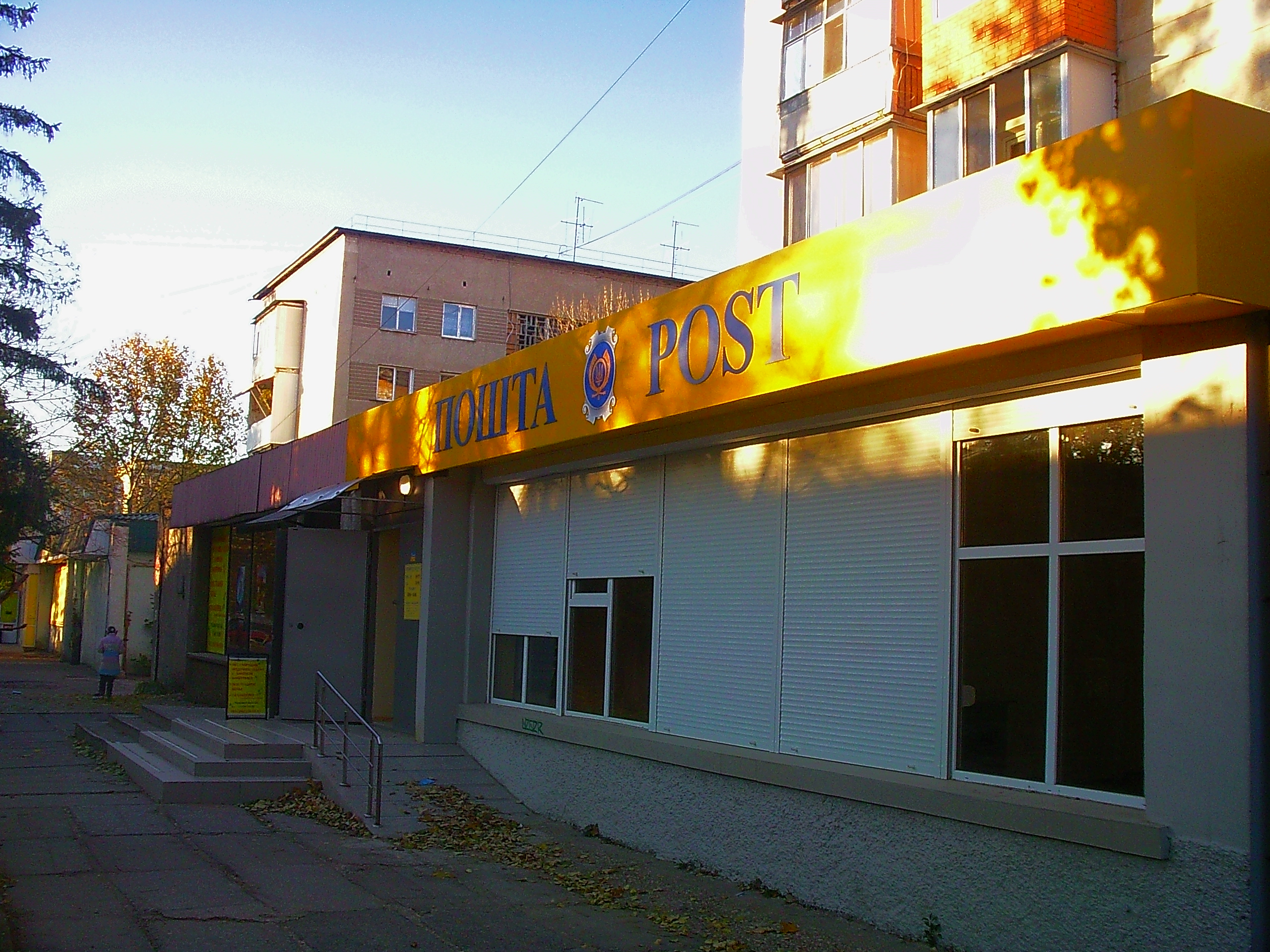
Вулиця Трубаченко, 2011 рік